# David Harvey
David Harvey (født 31. oktober 1935 i Gillingham, Kent i England) er professor i geografi ved City University of New York. Han blev Ph.D. fra University of Cambridge i 1961 og er den mest citerede geograf i verden. Han er desuden nr. 18 på listen over de mest citerede forfattere inden for humaniora og samfundsvidenskab nogensinde.
David Harvey debuterede med bogen Explanation in Geography i 1969. Bogen placerede sig inden for det dengang fremherskende positivistiske videnskabsideal. Siden vendte Harvey sig i tråd med tidsånden mod den marxistisk-inspirerede kritiske geografi i bogen Social Justice and the City i 1973, for dernæst i 1982 at skrive hovedværket Limits to Capital, der er et forsøg på at videreudvikle Karl Marx' analyser af kapitalen og at skabe en historisk-geografisk materialisme. David Harvey er i dag en af de centrale teoretikere inden for neomarxismen. Han er ligeledes en central fortaler for 'retten til byen' (se nedenfor) og medlem af International Organization for a Participatory Society.

## Retten til byen
David Harvey har, inspireret af den franske filosof Henri Lefebvre, formuleret en vision for retten til byen. Denne ret går ud over retten til blot at have adgang til byens faciliteter og det offentlige rum. Harvey mener i stedet, det er en kollektiv ret til at skabe og genskabe byen, så den stemmer overens med menneskenes ønsker og behov. Da byen sætter rammer for, hvilke liv der kan leves, hvilke sociale relationer mennesker kan have til hinanden og hvilket forhold til naturen mennesket har, bliver disse spørgsmål en del af spørgsmålet om retten til byen. I dag er retten til byen, ifølge Harvey, meget begrænset, da virksomhedsejere og politikere, der har adgang til megen kapital, i uforholdsmæssigt høj grad er i stand til at gøre deres mening gældende og til fx at bygge, hvad de ønsker. Harvey mener i forlængelse heraf, at en demokratisering af retten til byen må være ensbetydende med en demokratisering af produktionen og fordelingen og brugen af merprodukt og -værdi.